# Geulle aan de Maas
Geulle aan de Maas, en limbourgeois Gäöl aan de Maas, est un village néerlandais situé dans la commune de Meerssen, dans la province du Limbourg néerlandais. Le 1er janvier 2007, le village comptait 220 habitants.
Geulle aan de Maas, situé entre la Meuse et le Canal Juliana, est la partie occidentale de Geulle, village coupé en trois. Geulle aan de Maas correspond au plus ancien habitat du village. C'est également ici qu'autrefois, la Gueule se jetait dans la Meuse. De nos jours, ce confluent est situé plus au sud, à Voulwames.